# Ipomoea batatas

Nombres en el español en cada región

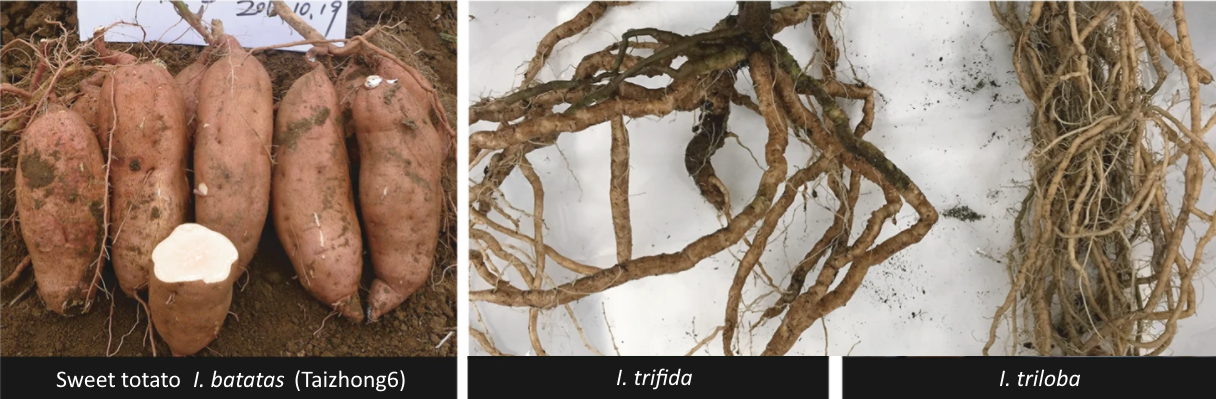
Camote y parientes silvestres (I. trifida e I. triloba)

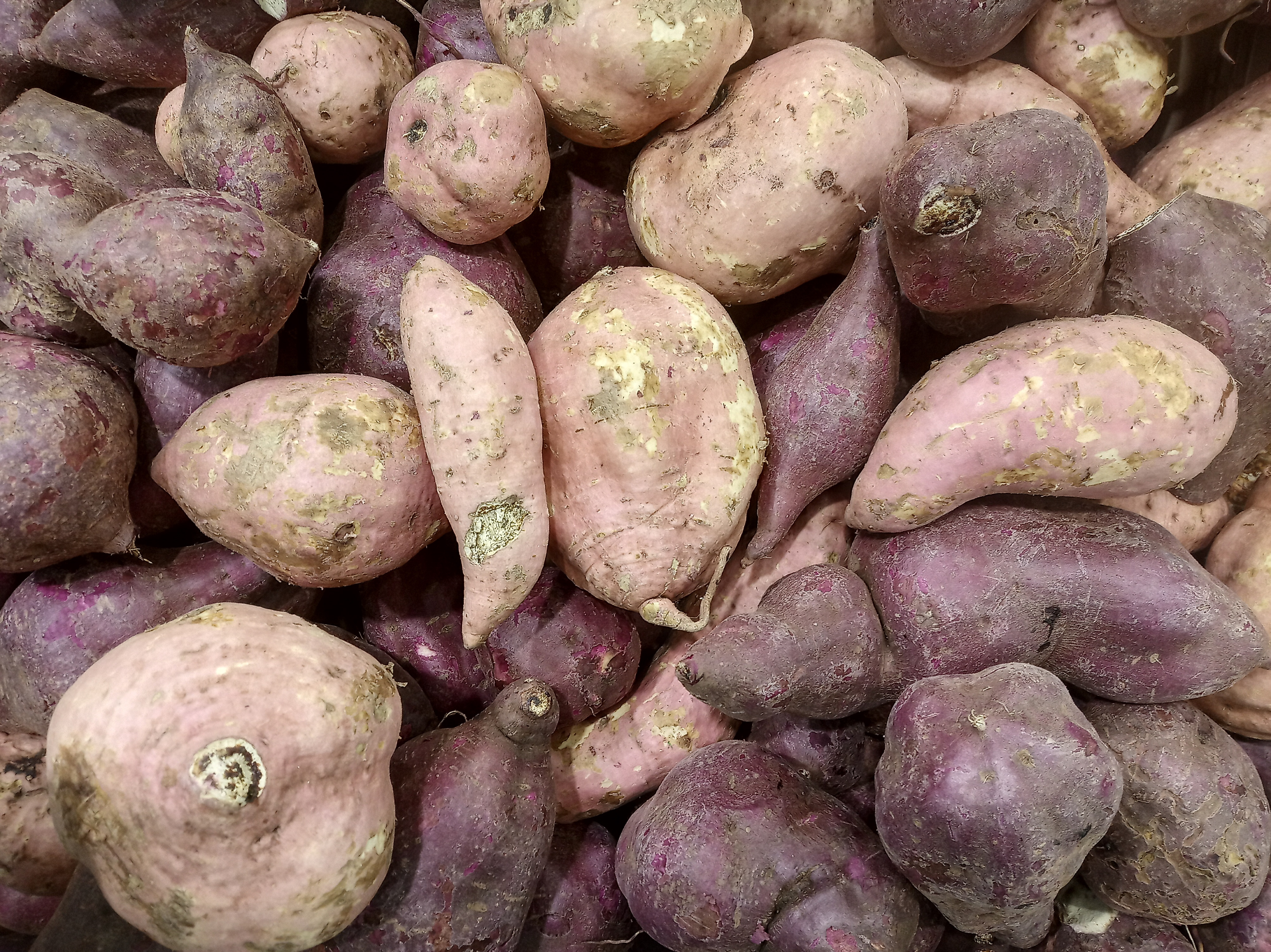
Ipomoea batatas

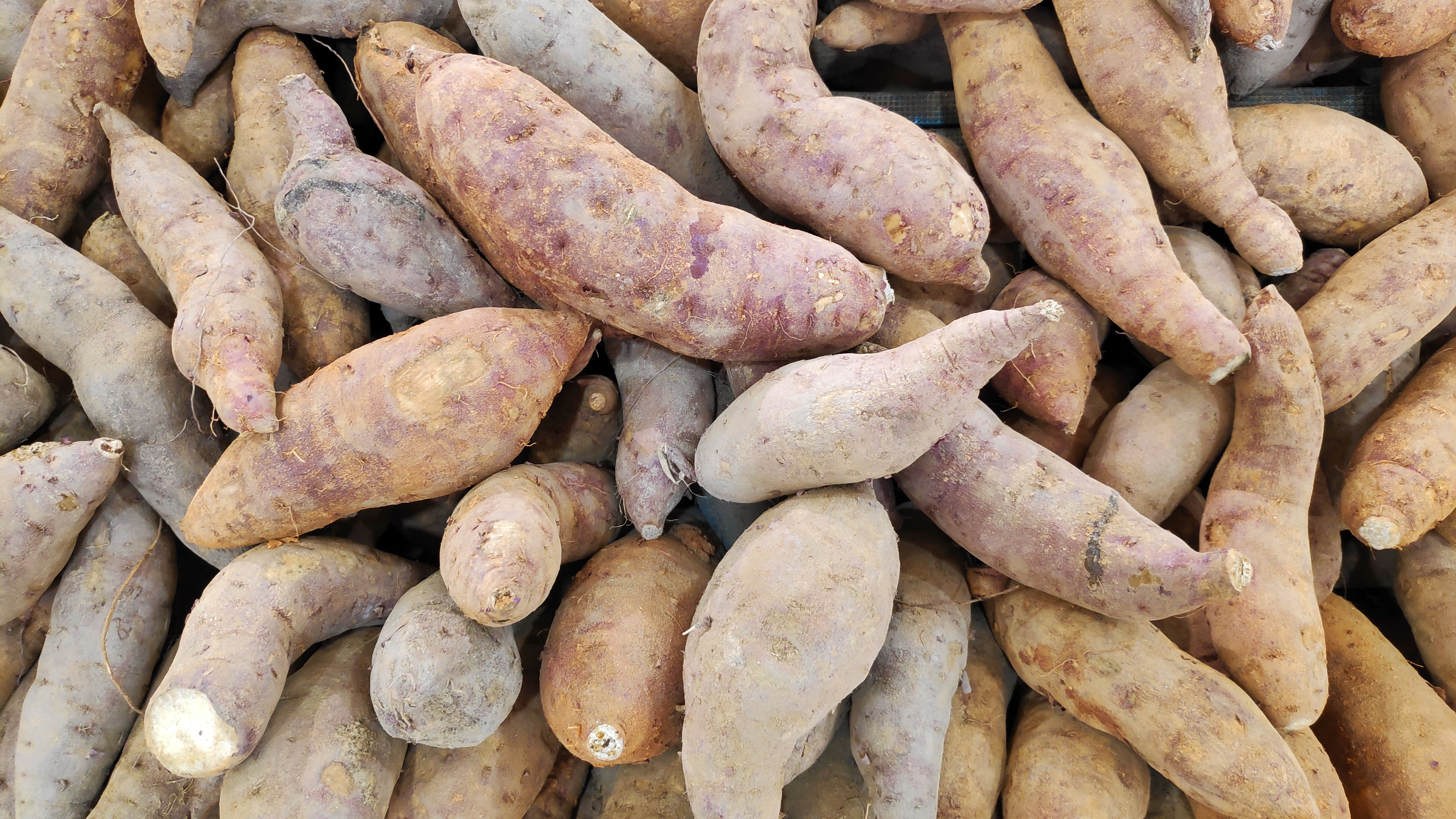
batatas camotes

Ipomoea batatas, llamada comúnmente batata, chaco, papa dulce, patata dulce, papa camote, camote, moniato, boniato, o apichu, es una planta de la familia Convolvulaceae, cultivada en gran parte del mundo por su raíz tuberosa comestible, de sabor dulce.

## Descripción
Son plantas trepadoras de hoja perenne; con tallos postrados o volubles, algo suculentos pero también delgados y herbáceos, generalmente con raíces en los nudos, glabros o pubescentes. Hojas variables, enteras o dentadas de hasta cinco a siete lobadas, cordadas a ovadas, 5-10 cm de largo y de ancho, glabras o pubescentes. Inflorescencias cimosas a cimoso-umbeladas con pocas flores, o las flores ausentes en algunas variedades; sépalos oblongos a obovados, los dos exteriores más cortos y abruptamente acuminados o mucronado-caudados, 8-10 mm de largo, los interiores 10–15 mm de largo, generalmente pubescentes o ciliados; corola infundibuliforme, 4-7 cm de largo, glabra por fuera, pubescente en la base por dentro, limbo lila, garganta más oscura o blanca en algunas variedades. Frutos poco comunes, ovoides, 4-5 cm de largo y ancho, glabros; semillas redondeadas, 3-4 mm de largo, glabras, café obscuras a cafés.
Sus raíces tuberosas, gruesas y alargadas, son comestibles y por ello se ha extendido su cultivo por las zonas tropicales y subtropicales del mundo. Sus hojas son cordadas y lobuladas y sus flores son simpétalas.

## Distribución

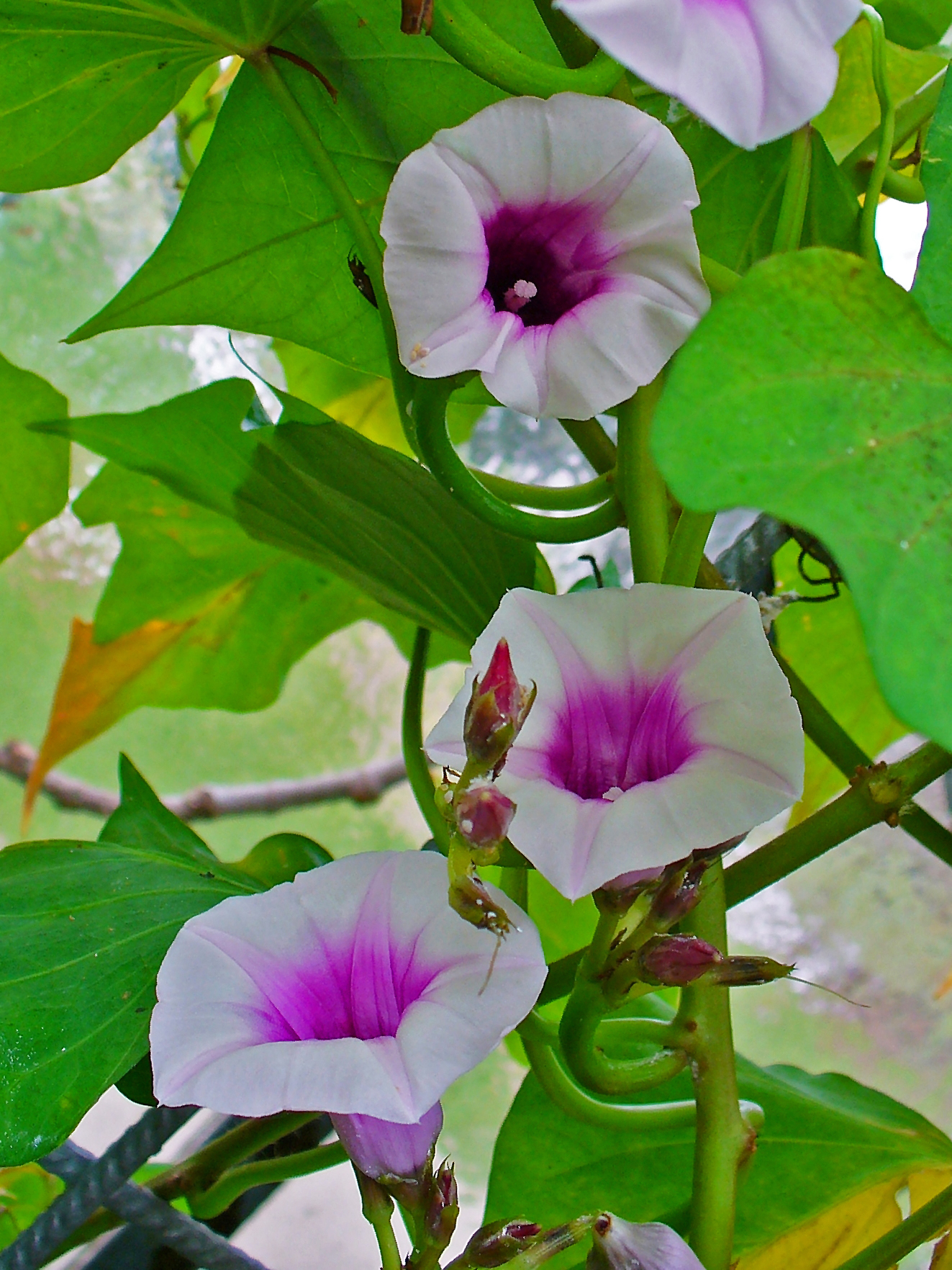
Flores de Ipomoea batatas.

Se distribuye en Centroamérica, el Caribe, México y América del Sur.

### Origen
Un estudio publicado en 1988, basándose en análisis numéricos de caracteres morfológicos clave del camote o batata y especies silvestres de Ipomoea, postuló que el camote, batata o boniato es originario de la región que comprende la península de Yucatán en México y el río Orinoco en Venezuela. Posteriormente, la evidencia molecular estudiada recientemente apuntó a América Central como el punto de origen del camote, batata o boniato. No obstante, en 2002 la datación por radiocarbono más antigua de restos del boniato o batata tal como la conocemos fueron descubiertos en las cuevas del Cañón de Chilca, en la zona sur-central de Perú y arrojan una antigüedad de 8080 ±170 a. C. Por otro lado, en Centroamérica, la domesticación del boniato o batata se habría producido ya posteriormente, al menos desde hace 5000 años,
De manos de Cristóbal Colón, llegó a finales del siglo XV a Europa, donde se sigue cultivando en localidades favorables como Vélez-Málaga, un municipio de la provincia de Málaga, donde en la actualidad se encuentra el mayor productor de la especie en Europa. Su cultivo se ha difundido ampliamente por todas las regiones del mundo en las que el clima lo permite. 
Según estadísticas de la FAO, al año 2009, China es el principal productor, pues cultiva aproximadamente el 80 % del total mundial; le siguen Uganda, Nigeria e Indonesia. Islas Salomón tiene la mayor producción per cápita del mundo: 160 kg por persona por año.
Es un alimento reconocido como eficaz en la lucha contra la desnutrición debido a sus características nutritivas, facilidad de cultivo y productividad.

## Taxonomía
Ipomoea batatas fue descrito por (L.) Lam. y publicado en Tableau Encyclopédique et Methodique ... Botanique 1: 465. 1793.
Etimología
Ipomoea: nombre genérico que procede del griego ips, ipos = "gusano" y homoios = "parecido", por el hábito voluble de sus tallos. 
batatas: epíteto latíno que significa "batata".
Variedad aceptada
- Ipomoea batatas var. apiculata (M. Martens & Galeotti) J.A. McDonald & D.F. Austin

Sinonimia
| - Convolvulus batatas L. - Convolvulus tiliaceus auct. non Willd. - Ipomoea fastigiata (Roxb.) Sweet - Ipomoea tiliacea auct. non (Willd.) Choisy - Ipomoea triloba auct. non L. - Aniseia martinicensis var. nitens (Choisy) O'Donnell - Batatas edulis (Thunb.) Choisy - Batatas edulis var. porphyrorhiza (Griseb.) Ram.Goyena - Convolvulus apiculata M.Martens & Galeotti - Convolvulus attenuatus M. Martens & Galeotti - Convolvulus candicans Sol. ex Sims - Convolvulus denticulatus Desr. - Convolvulus edulis Thunb. - Convolvulus esculentus Salisb. - Convolvulus hederaceus Sessé & Moc. - Convolvulus tuberosus Vell. - Convolvulus varius Vell. | - Ipomoea angustisecta Engl. - Ipomoea batatas fo. trifida Moldenke - Ipomoea batatas var. edulis (Thunb.) Makino - Ipomoea batatas var. lobata Gagnep. & Courchet - Ipomoea bolusiana Schinz - Ipomoea bolusiana var. pinnatipartita Verdc. - Ipomoea confertiflora Standl. - Ipomoea davidsoniae Standl. - Ipomoea denticulata (Desr.) Choisy - Ipomoea edulis (Thunb.) Makino - Ipomoea mesenterioides Hallier f. - Ipomoea praetermissa Rendle - Ipomoea purpusii House - Ipomoea setifera Poir. - Ipomoea simplex Hook. - Ipomoea vulsa House - Ipomoea wallii (C. Morren) Hemsl. |

## Cultivo
Es una planta herbácea, perenne y trepadora. Prefiere los climas tropicales y subtropicales con temperaturas suaves (14-26 °C), suelos profundos y bien drenados, aunque con algo de humedad. Así, si bien son plantas perennes en la zona de rusticidad 10-11, igualmente se puede cultivar en las zonas 5-9 como vegetales anuales. 
Las horas y la intensidad del sol favorecen su desarrollo. Le perjudica el exceso de nitrógeno y es vulnerable a diversas plagas. Puede rotar y/o coexistir en cultivos mixtos con otras plantas de similares requerimientos (cebolla, yuca...). 
Suele multiplicarse por esqueje y en menor medida por plantación de raíces. Se practica la poda para favorecer la proliferación de raíces y, con ellas, de los tubérculos que constituyen la parte nutritiva.

## Producción mundial
| Principales productores de batata (2018) (toneladas) | Principales productores de batata (2018) (toneladas) |
| ---------------------------------------------------- | ---------------------------------------------------- |
| China                                                | 53.009.345                                           |
| Malaui                                               | 5.668.543                                            |
| Nigeria                                              | 4.029.909                                            |
| Tanzania                                             | 3.834.779                                            |
| Etiopía                                              | 1.834.619                                            |
| Indonesia                                            | 1.806.389                                            |
| Uganda                                               | 1.529.608                                            |
| India                                                | 1.400.281                                            |
| Vietnam                                              | 1.374.664                                            |
| Angola                                               | 1.274.871                                            |

Fuente

## Origen

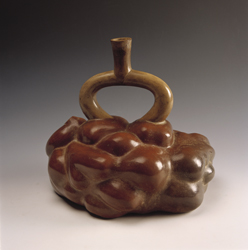
Representación del camote en un huaco mochica (año 500 aprox.). Museo Larco, Lima, Perú.

Ipomoea trifida, diploide, es el pariente silvestre ligado a su origen más cercano del boniato o batata (Ipomoea batatas), que se originó con un cruce inicial entre un progenitor tetraploide y otro diploide, seguido de un segundo evento de duplicación del genoma completo. La datación por radiocarbono más antigua de restos del boniato o batata tal como la conocemos fueron descubiertos en las cuevas del Cañón de Chilca, en la zona sur-central de Perú y arrojan una antigüedad de 8080 ±170 a. C. Por otro lado, en Centroamérica, la domesticación del boniato o batata se habría producido ya posteriormente, al menos desde hace 5000 años, Lo más probable es que la población local haya propagado el cultigeno hacia el año 2500 a. C.

### Batatas en Oceanía
Nativo de América, fue difundido en Polinesia por presuntos contactos intercontinentales precolombinos entre Oceanía y América. Se ha fechado por radiocarbono en la Islas Cook en el año 1000 de nuestra era, y se estima que fue llevado a la Polinesia central hacia el año 700, posiblemente por polinesios que habían ido y vuelto de Sudamérica; y desde ahí se propagó a Hawái y Nueva Zelanda. Igualmente existe otra hipótesis de que es posible también que fuesen poblaciones indígenas de Sudamérica las que cruzando el océano Pacífico llevaron la batata a Polinesia; hecho que se ha utilizado como una posible evidencia sobre el viaje del inca Túpac Yupanqui hacia unas islas, posiblemente de la Polinesia.
Estas hipótesis se deben a que no hay datos que indiquen que la planta pudiera haberse expandido espontáneamente mediante semillas que hubiesen cruzado flotando el océano Pacífico. Además, las variedades cultivadas de Ipomoea batatas en Polinesia se multiplican mediante esquejes y no por semillas.

## Propiedades nutricionales
La raíz contiene grandes cantidades de almidón, vitaminas, fibras (celulosa y pectinas) y minerales, y destaca entre estos el contenido de potasio. En valor energético supera a la papa y en vitaminas se destaca por la provitamina A (betacaroteno) las B1, C (ácido ascórbico) y E (tocoferol). Cuanto más amarillenta es su raíz, más betacaroteno posee, por lo que las batatas con esta coloración son muy utilizadas en Asia y África para reducir el déficit de vitamina A en los niños. Su sabor dulce se debe a la sacarosa, la glucosa y la fructosa.
Además, su raíz, si bien no posee altos contenidos de proteína, sí es importante en contenido de lisina. Por ello se la utiliza como complemento de algunas harinas de cereales. Su contenido de lípidos es bajo. Sus ácidos grasos principales son el linoleico, el oleico, el esteárico y el palmitoleico. Posee gran cantidad de fibra digerible, que acelera el tránsito intestinal, previene el cáncer de colon, controla el nivel de glucosa, reduce el nivel de colesterol y produce sensación de saciedad. Su piel y su pulpa poseen antioxidantes, por lo que previene enfermedades cardíacas, diabetes y cáncer.
En algunos países se valora su hoja para alimentar animales, pues posee importantes niveles de hierro, provitamina A, vitamina B2, vitamina C y vitamina E, fibra dietaria y polifenoles.
Sirven para preparar dulces y postres en combinación con frutas como la guayaba, dado su sabor ligeramente dulce.

## Programas de implantación
Debido a sus características interesantes como sustituto alimenticio de productos más pobres nutricionalmente, y a su similitud agrícola con productos consumidos en regiones necesitadas de mejoras alimenticias, esta raíz ha sido el objeto de estudios de implantación foránea. Mención particular merece el programa VITA A, promovido por el Banco Mundial y el gobierno del Perú.

### Programa VITA A
Como parte del Programa VITA A (vitamina A para África), desde el año 2001 se introdujeron variedades de camote anaranjado en países del continente africano y se lograron notables avances en las regiones de prueba.
Según informes proporcionados por las Naciones Unidas, en el Subsahara (África) existen por lo menos unos tres millones de menores con deficiencia de esta vitamina.
Las cualidades nutricionales del camote peruano como alimento eficaz en la citada lucha contra la desnutrición infantil fueron reconocidas con el premio internacional CGIAR Partnership Award.
Este alimento forma parte de la dieta mediterránea, ya que se puede encontrar en varios puntos de esta costa.
En 2003, el ganador del premio fue el Programa VITA A, que desarrolla el Centro Internacional de la Papa del Perú y que se aplica en siete países del continente africano.
El galardón es otorgado a los centros de investigación agrícola internacional y sus socios que demuestren una contribución efectiva al alivio de la deficiencia de micronutrientes.
El vicepresidente del Banco Mundial y presidente del Grupo Consultivo para la Investigación Agrícola Internacional (CGIAR), Ian Johnson, mencionó que la iniciativa peruana fue premiada por sus esfuerzos para aliviar la deficiencia de vitamina A mediante el consumo de camote.

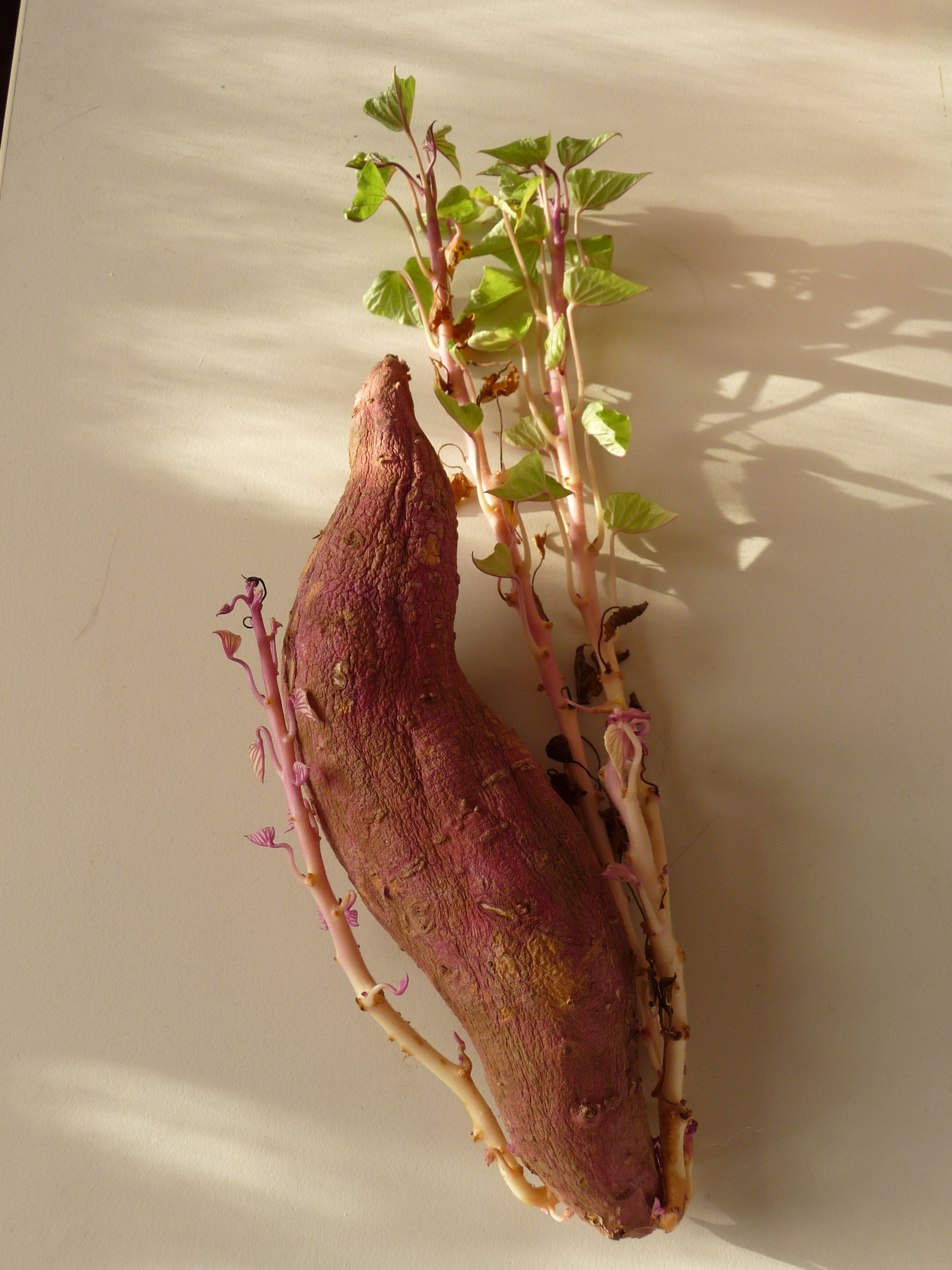
Detalle

## De consumo popular

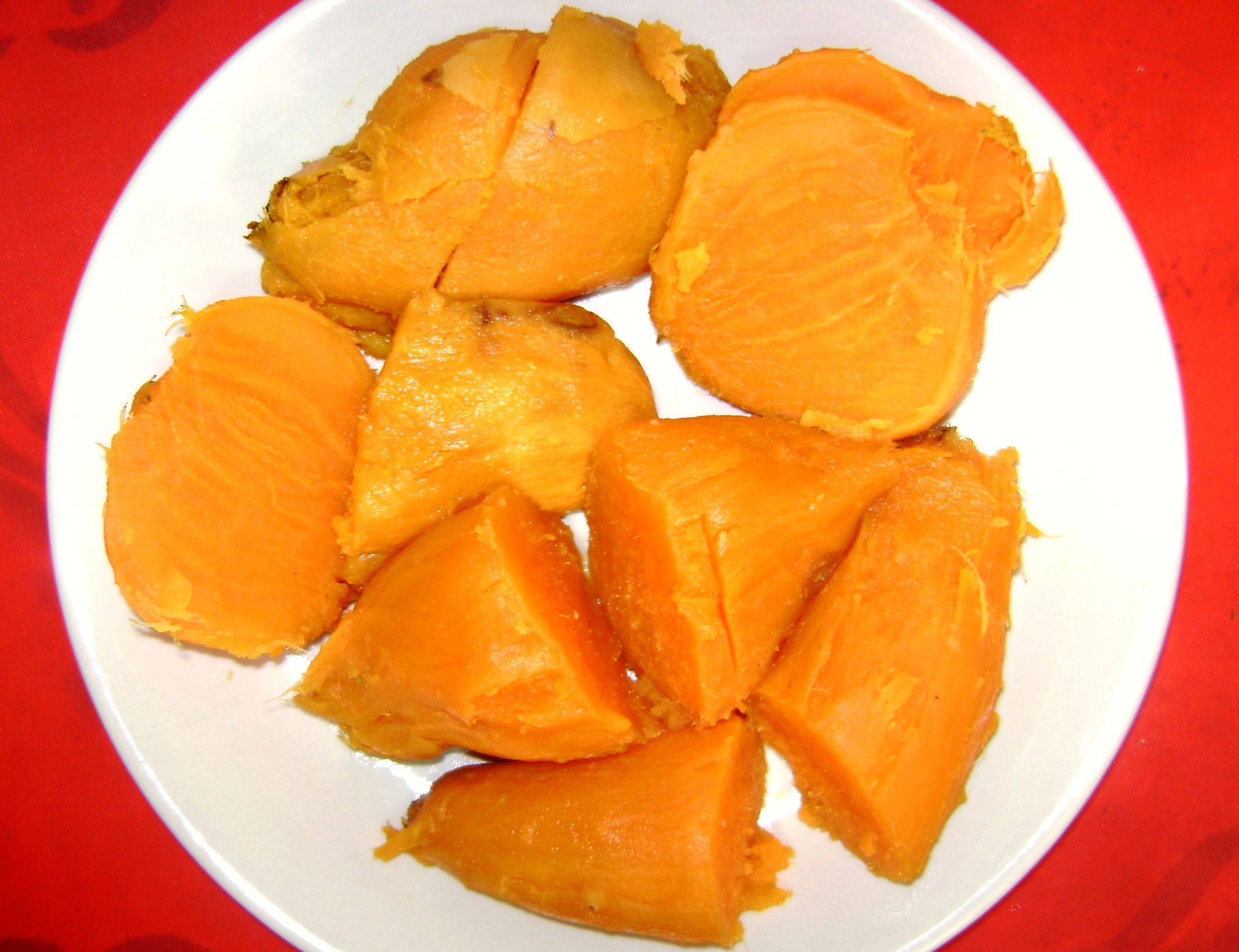
Camote hervido y pelado, forma común de consumo en el Perú.

Esta raíz tuberosa forma parte de la cocina típica de todos los países que lo cultivan desde épocas prehispánicas. Ya los mochicas hacia el año 200 d. C. representaban al camote en la cerámica.

### En África
Una revisión de diecinueve estudios[¿cuál?] realizados en África, concluyó que las intervenciones que proporcionan insumos biológicos o químicos, como fertilizantes o variedades de cultivos, a los pequeños agricultores, mejoran los ingresos de estos y la seguridad alimentaria. Particularmente, la introducción de la batata de pulpa anaranjada ha supuesto una mejora de su estado nutricional. Asimismo, las intervenciones que brindan capacitación a estos agricultores pueden aumentar sus ingresos, aunque existen pocos estudios que evalúen tales intervenciones. Estos efectos positivos sugieren que los pequeños agricultores en África desean y son aptos para participar en la capacitación y adoptar nuevos insumos agrícolas.

### En Chile
En la cocina popular de Chile, el camote se mantiene vigente a través de la elaboración del dulce típico llamado, simplemente, dulce de camote. Esta preparación se puede encontrar en algunas tiendas de dulces artesanales chilenos, en ferias libres o supermercados, y consiste en una reducción de partes iguales de camote y azúcar, aromatizados con vainilla y luego enfriados. Igualmente en la gastronomía chilena se utiliza com alternativa o sustituto de la papa en diversos platos.
En la Isla de Pascua es un cultivo relevante y se consume en diversos platos, por ejemplo, es un ingrediente importante del 'umu o "curanto pascuense". Se trata de una de las plantas cultivadas desde hace siglos por el pueblo rapa nui y su nombre en el idioma local es kumara.

### En Costa Rica
En Costa Rica se utiliza el camote para todo tipo de platillos: la olla de carne, dulces, pasteles, en puré (solo o aderezado con leche de coco), asado, en empanadas o condimentado con hierbas.

### En Puerto Rico
En Puerto Rico la batata (nombre taíno) ha sido uno de los alimentos básicos por décadas. La cocinan asada, hervida o sancochada. Se come de desayuno con leche o café, con quesito de hoja (queso casero) y en viandas (batata, yautia, ñame, papa, malanga) con bacalao, con carne, pollo o jamón. También se hacen dulces y postres como el flan de batata y las barritas de dulces típicos.

### En el Perú
El camote es muy popular en el Perú, y en muchos platos típicos reemplaza a la papa y forma parte indispensable de la gastronomía peruana. Se prepara en forma de fritura , cocida y en el dulce llamado camotillo que es típico del Perú. El camote destaca como acompañamiento del cebiche, los chicharrones, principalmente frito, y también su inclusión en la pachamanca. En el caso del cebiche se sirve hervido y pelado, mezclado con los mariscos o como acompañamiento para, con su sabor dulce, aliviar un poco la sensación del picante. En este país se conocen 2016 variedades. En la década de los ochenta, frente a la escasez de importación de harina de trigo, fue el principal sustituto de la base alimentaria para la producción de pan, siendo la harina de camote muy reconocida a nivel nacional hasta la actualidad.
En el Perú se encuentra la mayor diversidad de variedades de camote del mundo, donde crece desde hace 10 000 años, al igual que en Centroamérica. El agricultor peruano puede cultivarlo casi todos los días del año. En el Perú, el camote se siembra en la costa, selva y valles interandinos ubicados entre 20 y 2000 metros sobre el nivel del mar. En estos últimos años, el área sembrada con este cultivo oscila entre 12 000 y 14 000 hectáreas (10 000 unidades agrícolas), con un volumen de producción de 190 000 a 224 000 toneladas (0.3% del valor bruto de producción agrícola) y un rendimiento promedio de 16 t/ha. Según registro de estadísticas, la mayor zona de producción de camote en el país es el departamento de Lima, en donde se concentra el 70% de la superficie cultivada. Las provincias de Huaral (800 ha) y Cañete (3500 ha) son las principales zonas productoras de camote, y ofrecen al mercado capitalino 120 000 toneladas métricas anuales. Los valles del norte chico Huacho, Barranca (Perú) y Pativilca poseen menor superficie de siembra (700 ha) y aportan alrededor 12 mil Tm. para los mercados de Lima.
Los valles costeros de Áncash cultivan aproximadamente 1500 hectáreas que aportan al mercado capitalino 24 000 Tm. anuales. En cambio, los valles costeros de los departamentos de Lambayeque y La Libertad registran una superficie de siembra de 2300 ha, las cuales aportan 25 000 Tm. al mercado regional del norte. En los valles de Ica y Arequipa se cultivan 1000 ha y se producen 16 000 Tm.

### En la República Dominicana
En la República Dominicana se come de muchas formas: asadas, sancochadas, con coco (jalea), con piña, con habichuelas con dulce, frita, también es común la elaboración de helados y otros postres. La República Dominicana cultiva al menos trece variedades de batata.

### En México
En México el camote se consume generalmente como confitura (fruta cristalizada) o como postre (compota), y ocasionalmente, como alimento para los bebés, debido a su facilidad de digestión. Los dulces de camote son un símbolo de la cultura culinaria del estado de Puebla. El camotero, quien vende en un carro de mano metálico, hornea el camote y el plátano macho en un horno de leña, los vende agregando leche condensada dulce. Se sabe cuándo viene el camotero por el aroma a camote y plátano asados, y con el sonido agudo del silbato que emite, con la misma técnica de silbato empleada por una locomotora de vapor.
En la península de Yucatán se elaboran unas empanadas dulces de harina rellenas de la confitura del tubérculo. 
En el Estado de Tabasco se elaboran dulces de camotes, se consume frito y en la elaboración de Pozol con camote, hecho de maíz nixtamalizado y molido agregando la cáscara del tubérculo para darle su peculiar sabor.

### En Estados Unidos
En los Estados Unidos es muy consumido caramelizado como acompañante en la cena del Día de Acción de Gracias.

### En España

Papas de moniato secándose en la era, 1951

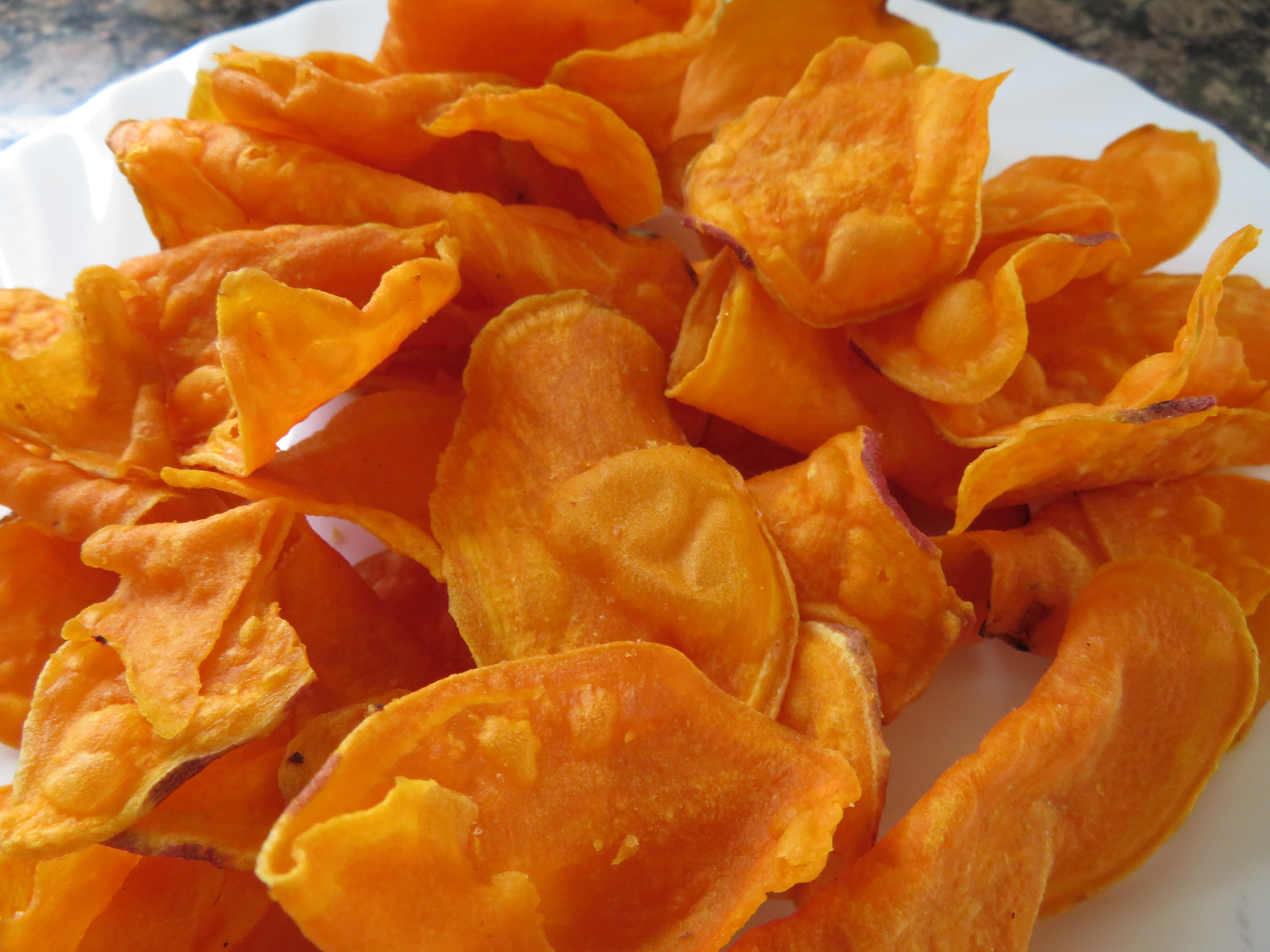
Papas de boniato, España

En Canarias (donde se la conoce como batata, salvo en La Palma, donde se conoce exclusivamente como boniato o moniato), forma parte de varios platos de su gastronomía tradicional, como el puchero y el sancocho canarios, así como uno de los posibles rellenos de las truchas (empanada dulce típica de la Navidad). En la Comunidad Valenciana se utiliza para los pasteles de boniato que se comen típicamente en Navidad. Una variante de éstos, también navideña, que se consume en gran parte de la España interior son los populares pasteles de gloria o simplemente glorias, en los que el mazapán envuelve a la masa de boniato. En Andalucía se consume por Navidad el Pan de Cádiz, elaboración similar a las glorias que incluye, además, yema de huevo. En Aragón y en Cataluña suele consumirse durante todo el otoño, pero sobre todo durante la festividad de la Castañada que se lleva a cabo en los días comprendidos entre el 1 de noviembre (Todos los Santos) y el 11 de noviembre (San Martín) (puede celebrarse, también en fechas cercanas). Se toma como acompañamiento, por supuesto, de castañas asadas al fuego o al horno y de los típicos Empiñonados. También de los tradicionales Panellets en Cataluña y en la zona de la Franja; o como ingrediente base para la pasta de estos, aunque se puede hacer también de patata. Se le conoce comúnmente como boniato.
- En español de España, Europa y Norte de África se suele llamar:
  - Batata: al de color naranja.
  - Boniato: al de color morado o púrpura.

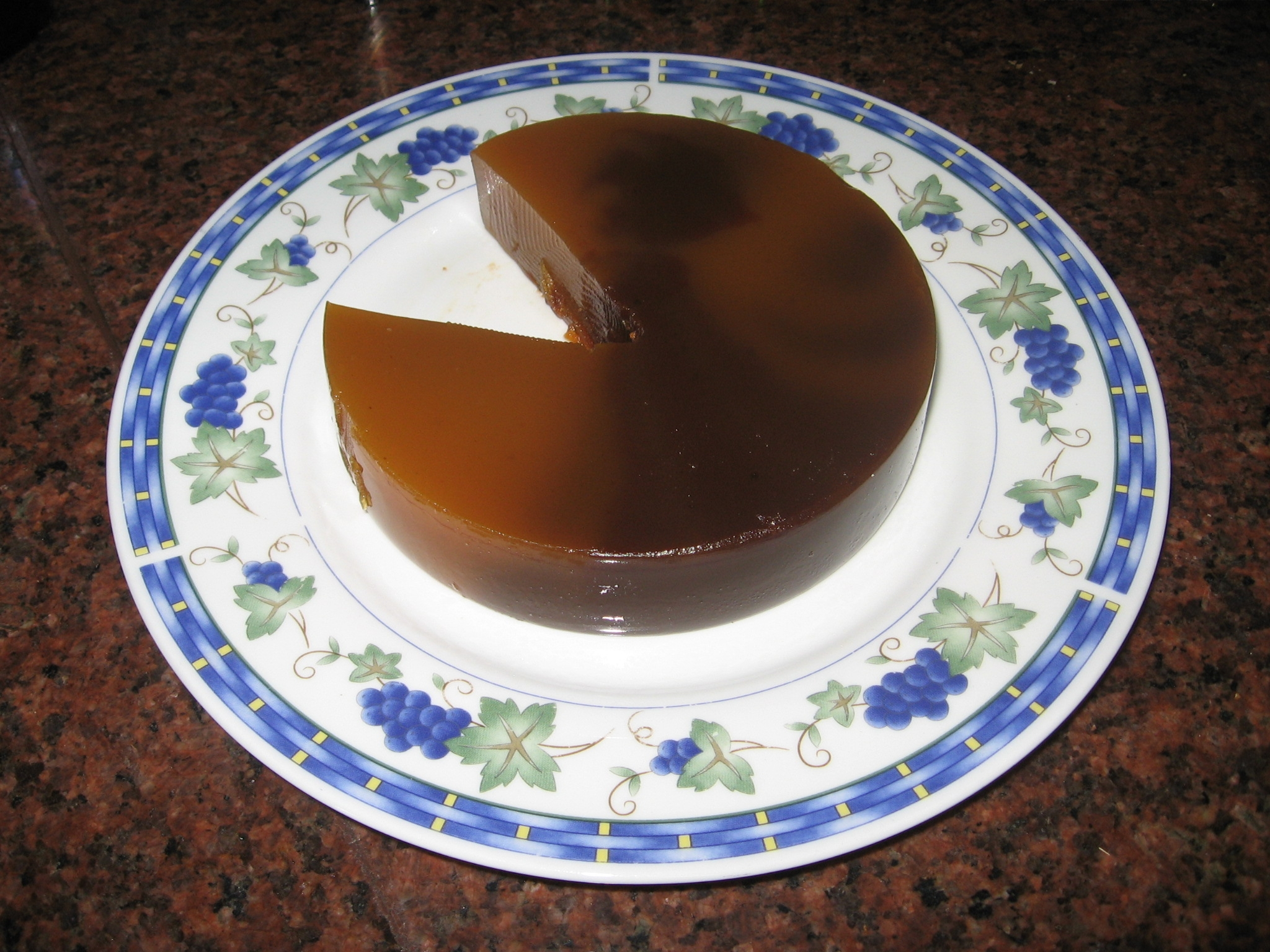
Dulce de batata (Argentina)

### En Cuba
En Cuba se consume habitualmente en los almuerzos. 
Se puede comer de diversas maneras, la más extendida de las cuales es el boniato hervido; no se debe descartar el boniato frito o el boniato en almíbar, exquisitos al paladar. También el puré de boniato (hervido) con ralladuras de nuez moscada, para acompañar platos de carne o de otro tipo, de manera similar al puré de patata. La variedad cubana tiene un color gris verdoso después de ser cocido en agua. También se consume el boniatillo (dulce), hecho de boniato cremado con leche de coco y con canela en polvo. 

### En Argentina y Uruguay
En Argentina y Uruguay la batata (boniato en Uruguay o Camote en San Pedro) es parte de comidas populares, por ejemplo como uno de los ingredientes del puchero (guiso de verduras, patatas, choclo y carne, entre otros) o acompañamientos (batatas fritas o puré de batatas), y también para postres como el conocido postre vigilante, que consiste en una porción de queso pategrás (en Argentina conocido como Mar del Plata o queso Holanda; en Uruguay, queso colonia) y una de dulce de batata. El semisólido dulce de batata es uno de los preferidos por los argentinos (muchas veces mezclado con chocolate o con frutas dulces). También se hacen mermeladas. Las batatas cocidas al rescoldo en las fogaratas (fogatas) de la noche de San Juan han sido tradicionales en los pueblos y barrios argentinos. En Uruguay, un postre muy popular es el boniato en almíbar, que se trata de este tubérculo preparado en almíbar para conservarlo, se lo llama boniato y sin embargo se lo sigue llamando batata como parte de la expresión, dulce de batata. Es posible que el nombre arcaico (batata), en este caso, se haya mantenido en el vocabulario popular tras la independencia, bien por omisión o por desconocimiento de origen.

### En Brasil
En Brasil es el cuarto vegetal más cultivado del país. Se suele consumir simplemente hervida, sola o como acompañamiento, frita y salada. Otras preparaciones tradicionales mezclan la batata con cebolla picada y masa para hacer unas bolas amargas que se sirven con una entrada de sopa.
A pesar de que generalmente se consumen en el almuerzo, la batata-doce (pronuncia-se AFI: [baˈtatɐ ˈdosi], literalmente "patata dulce") es apreciada por los brasileños en el desayuno, el té-por-la-mañana, el té-por-la-tarde o también en las cenas.[cita requerida] El dulce de batata se conoce como marrom glace en algunas partes de Brasil.

### En Venezuela
Se consume generalmente hervido como acompañante de guiso de pescado seco desmechado (principalmente en los estados Sucre y Monagas) de la misma manera como se hace con el ocumo chino. También se consume frita en lascas como si se tratase de papas e incluso es posible preparar un dulce con papelón llamado conserva de batata/chaco. Así mismo, se pueden también preparar buñuelos similares a los de yuca. Incluso, se puede preparar el famoso dulce de batata llamado en este país Juan Sabroso. En la población de Pantoño es común consumirla a la brasa, colocandola al fuego hasta cabonizarla parcialmente, retirando luego la cubierta carbonizada; de esta forma se acompaña con coco, y ocasionalmente con papelón. En la misma población y en Cariaco y zonas vecinas, el plato típico es el machucado, una especie de crema o potaje compuesto por frijol blanco, auyama, leche de coco y batata, todos parcialmente triturados. Otra forma común de consumir la batata o chaco en el estado Sucre es en forma de postre o merienda llamada "malarabia" o "mal de rabia", una especie de jalea endulzada con azúcar a la que se le da un tono picante agregándole jengibre y pimienta.

## Otros usos y derivados
La batata de pulpa morada sirve para la elaboración de jugos y de colorantes alimenticios. También se analiza la posibilidad de utilizar los residuos industriales de la batata para producir aditivos de alimentos o suplementos nutricionales como fuente de fibras y antioxidantes. En Japón se la usa como materia prima para la fabricación de almidón y se aprovechan los residuos de esta producción para usarlos como fibra alimentaria. También son usadas en ese país como medicina para la diabetes y otras enfermedades.
Las raíces sirven para la fabricación de productos fermentados (vino, butanol, ácido láctico, acetona y etanol). 
Las hojas son comestibles y se utilizan en recetas tanto crudas como cocidas.
Mediante la extracción de almidón y su conversión en azúcares se produce ácido láctico que, polimerizado, refinado y moldeado, permite obtener bioplástico.

## Nombres comunes
El nombre boniato proviene de una voz caribeña, mientras que camote proviene del náhuatl camohtli. La palabra batata tiene origen taíno.
En suma, puede tener los siguientes nombres en español: bataca, batata, boniato, buniato, camote, moniato, moniatos, patata de Málaga, patata dulce y minina. 
En guaraní, y por lo tanto en Paraguay y zonas del nordeste argentino (especialmente en Corrientes) se le llama "yety" ("jety", según la grafía guaraní actual). Siendo "jety pytã" la variedad de cáscara rojiza, "jety morotĩ" la variedad de cáscara blanca y "jety sa'yju" la variedad de cáscara amarilla.
En el oriente de Venezuela recibe el nombre de chaco, probablemente originario de lengua guaiquerí.
Los primeros historiadores de América la llamaron ages. En quechua de Cusco, Perú, se llama apichu. Este mismo nombre también se usa en castellano en Perú.